# Atari, Inc. (1972)
Atari, Inc. war ein US-amerikanischer Hersteller von Spielkonsolen, Heimcomputern und Computerspielen. Das Unternehmen wurde von Nolan Bushnell und Ted Dabney im Jahr 1972 gegründet und existierte in dieser Form bis 1984. Damals wurde die Herstellung von Computern von den Arcade-Automaten getrennt. Später haben verschiedene Firmen den Markennamen Atari genutzt, sowohl für Spiele als auch für Hardware. Das Unternehmen GT Interactive benannte sich im Jahr 2003 in Atari, Inc. um.
Das ursprüngliche Unternehmen war ein Pionier der Computerspielindustrie. Pong war das erste weltweit populäre Computerspiel. Erfolg hatte Atari mit dem Atari 2600 (seit 1977), einer Spielkonsole, sowie später mit Heimcomputern. Spätestens 1983 kam das Geschäft mit Konsolen in starke Konkurrenz mit Computern, auf denen man Software von Diskette laufen lassen konnte. Die Abteilungen für Spielcomputer und Konsolen wurden 1984 unter dem Namen Atari Corp. an Jack Tramiel verkauft. Nachdem Computer wie der Atari ST nur mäßig erfolgreich waren, verkauften Tramiel und seine Familie das Unternehmen. Nach verschiedenen Eigentümern ging die Marke Atari 2003 an den französischen Spiele-Produzenten Infogrames über.
Der Arcade-Zweig, Atari Games, gehörte zu Warner und später TIME Warner. Man produzierte unter anderem Konsolen-Cartridges für Nintendo. 1996 wurde Atari Games verkauft; dieser Käufer wiederum musste 2003 aufgeben, so dass 2009 die verbleibende Holding wieder kurzfristig an TIME Warner zurückkamen. Seit 2013 gibt es diesen Atari-Zweig auch rechtlich nicht mehr.

## Unternehmensgeschichte

### Syzygy
1969 beschlossen die beiden Ampex-Elektroingenieure und Bürokollegen Nolan Bushnell und Ted Dabney gemeinsam mit dem Computerprogrammierer Larry Bryan eine Zusammenarbeit auf privater Ebene, um eine Arcade-Automatenversion des Computerspiels Spacewar! zu entwickeln. Auf Vorschlag Bryans benannten sie ihre Kooperation nach dem mathematischen Fachbegriff Syzygy. Im März 1970 wechselte Bushnell von Ampex zum Unternehmen Nutting Associates, das sich bereit erklärte, die Entwicklung des Automaten zu finanzieren. Dabnell folgte ihm im Sommer desselben Jahres, 1971 stellten sie ihren Arcade-Automaten unter dem Namen Computer Space fertig. Der Spielautomat erwies sich jedoch als wenig erfolgreich. 1972 verließen Bushnell und Dabnell Nutting Associates wieder, um mit den Erlösen aus dem Verkauf von Computer Space ein neues Computerspiel, Pong, zu entwickeln und Syzygy als Firma zu gründen. Sie engagierten zudem den Ampex-Ingenieur Allan Alcorn, um sie bei der Entwicklung von Pong zu unterstützen. Vor der Gründung stellte sich jedoch heraus, dass der Name Syzygy bereits von einem anderen Unternehmen verwendet wurde. Man entschloss sich daher für den Begriff „Atari“, der aus dem Wortschatz des Go-Spiels stammt.

### Gründung von Atari

Pong

Am 9. Juni 1972 unterzeichneten Bushnell und Dabney in San José, Kalifornien den Incorporation-Vertrag des Unternehmens Atari, die offizielle Firmeneintragung erfolgte am 27. Juni. Insgesamt vereinbarten die Beteiligten die Ausgabe von 75.000 Geschäftsanteilen zu je einem US-Dollar. Der Sitz des Unternehmens entstand schließlich im benachbarten Santa Clara.
Der wirtschaftliche Durchbruch gelang mit dem Pong-Spielautomaten und der Heimversion in Form eines am Fernseher anschließbaren stationären Gerätes. Die Idee für Pong übernahm Bushnell nach dem Besuch einer Presse- und Händlerausstellung der Spielkonsole Magnavox Odyssey von Ralph Baer am 24. Mai 1972 im Airport Marina Hotel in Burlingame. Ein Eintrag Bushnells im Gästebuch belegt seine Anwesenheit. Baer präsentierte dort unter anderem sein Spiel Ping-Pong, das Bushnell schließlich von Al Alcorn nachbauen und als Pong veröffentlichen ließ. Das Spiel erwies sich als riesiger Erfolg für das Unternehmen und gilt als Initialzündung für den kommerziellen Durchbruch der Computerspiele. Atari selbst sah sich jedoch einer Klage von Magnavox ausgesetzt und musste für Pong schließlich Lizenzgebühren an das Unternehmen bezahlen.
Später wurde dem Firmennamen das bekannte Logo in Form eines stilisierten A hinzugefügt. Logo-Schöpfer war Ataris erster Grafiker George Opperman, der auch für die grafische Gestaltung der ersten Atari-Spiele verantwortlich war. Später wurde das Logo als stilisierte Form des japanischen Berges Fuji gedeutet. Opperman selbst erklärte, dass er sich von Ataris erstem großen Verkaufserfolg Pong inspirieren ließ. Die beiden äußeren gebogenen Striche symbolisieren die beiden Spieler, während der mittlere Balken dem zentralen Trennbalken entspricht.
Im Mai 1974 engagierte das Unternehmen als 40. Mitarbeiter den Hippie Steve Jobs, später Mitbegründer des Computerherstellers Apple. Jobs arbeitete anfangs vor allem als Techniker und war für die Anpassung von Arcade-Automaten verantwortlich. Mit der Zeit gelang es ihm jedoch, eine Stelle als Ingenieur zu bekommen. Tatsächlich arbeitete Jobs nie selbst als Ingenieur, sondern ließ die Arbeiten heimlich von seinem späteren Apple-Geschäftspartner Steve Wozniak durchführen, der zu diesem Zeitpunkt bei Hewlett-Packard arbeitete. Wozniak war ein Jugendfreund Alcorns und hatte bereits durch die Entwicklung einer verbesserten Pong-Heimkonsole großen Eindruck hinterlassen. Seine Version benötigte viel weniger Transistoren, was die Konsolenentwicklung und vor allem die Herstellung weitaus günstiger machte. Ein Jobangebot von Alcorn lehnte er jedoch ab. 1976 entwickelte Wozniak parallel zu seiner Anstellung bei HP für Jobs in vier Tagen das Videospiel Breakout. Der Zeitrahmen war ihm von Jobs willkürlich auferlegt worden, weil dieser einen Flug nach Oregon gebucht hatte. Tatsächlich aber hatte Jobs bei diesem Auftrag kein Zeitlimit zu erfüllen. Auch über einen Bonus von 5.000 US-Dollar, sofern die Konsole weniger als 50 Transistoren benötigte, informierte Jobs ihn nicht. Stattdessen speiste er Wozniak lediglich mit einer zuvor vereinbarten Beteiligung von 350 Dollar ab, was der Hälfte von Jobs’ Basishonorar entsprach. Den Bonus behielt Jobs für sich.
Ab 1976 arbeiteten die Atari-Entwickler weiterhin an der Fertigstellung des Videospielsystems mit dem Codenamen Stella, das 1977 als Atari VCS 2600 vermarktet wurde. Dies verhalf dem Konzept der Trennung von Spielehardware und -software endgültig zum Durchbruch. Der Mangel an Eigenkapital zur Deckung der Entwicklungskosten resultierte im Verkauf von Atari an Warner Communications im Oktober 1976 für 28 Millionen US-Dollar. Zu diesem Zeitpunkt erwirtschaftete das Unternehmen einen Umsatz von zwei Milliarden US-Dollar.

### Atari unter Warner Communications

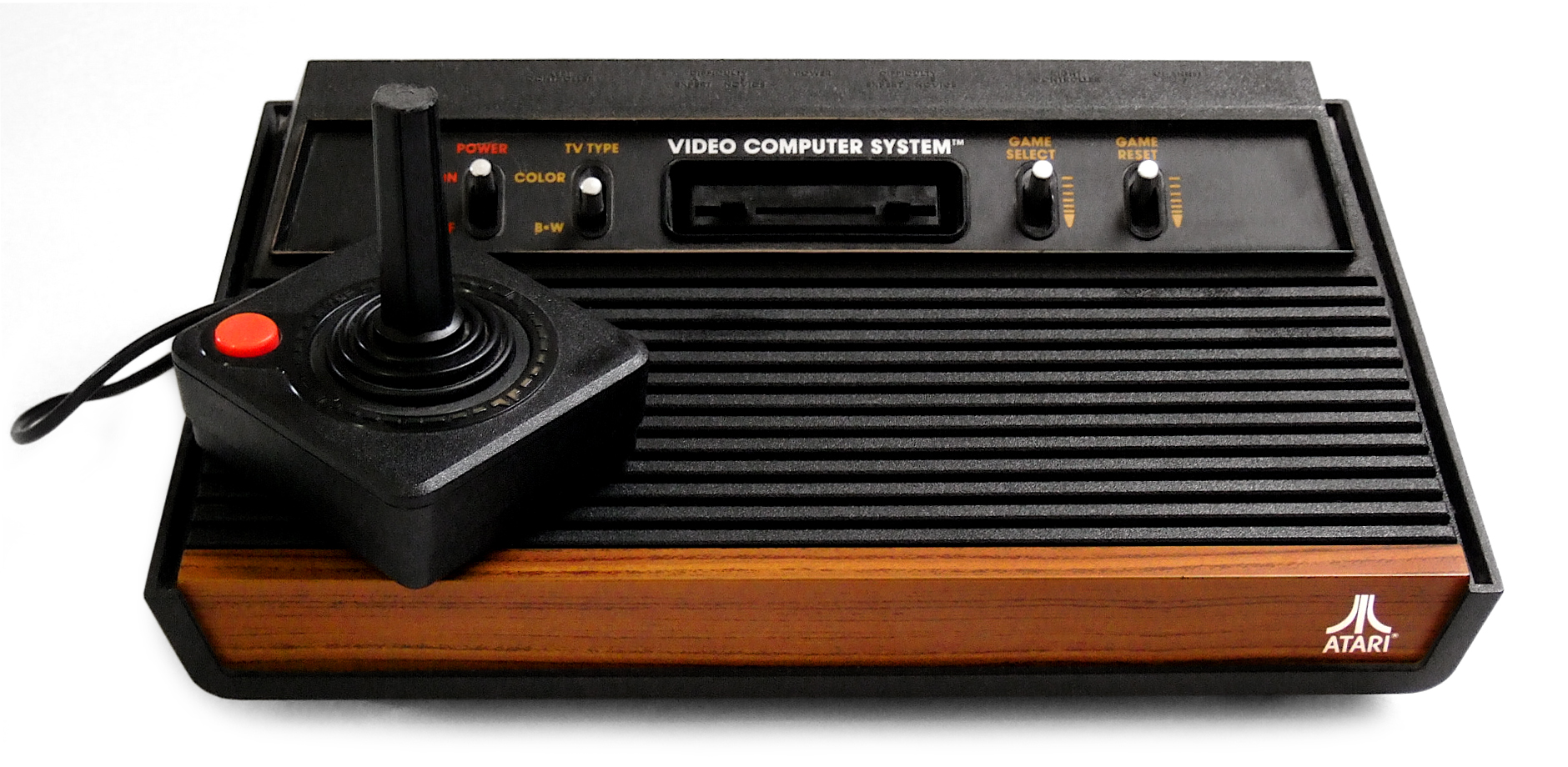
Atari 2600 mit Joystick

Auf Druck des neuen Eigners verließ Nolan Bushnell 1978 Atari. Ihm folgte Raymond Edward Kassar als Unternehmensleiter, der Atari aus einem lose organisierten Haufen Ingenieure in eine straff geführte Firma umwandelte. Das brachte ihm bald den Ruf eines Autokraten ein. In den kommenden beiden Jahren wurden zahlreiche Studien zu Heimcomputern und verschiedenen Videospielkonsolen angefertigt und entsprechende Prototypen teilweise bis zur Produktionsreife gebracht. 1977 startete die Produktion und der Verkauf der Videospielkonsole Atari VCS und 1979 des ersten Atari-Heimcomputers. Beide entwickelten sich bald zu Verkaufsschlagern. In dieser Zeit entstanden zudem die ersten Spielhallenautomaten mit Vektorbildschirm (Lunar Lander, 1979) und mit Battlezone (1980) ein völlig neues Spielegenre, der sogenannte Ego-Shooter.
Zu Beginn der 1980er dominierte Atari den Videospielmarkt mit einem Marktanteil von 80 Prozent. Doch traten erstmals auch Unstimmigkeiten auf. 1979 trennten sich die Programmierer David Crane, Larry Kaplan, Alan Miller und Bob Whitehead von Atari, da die Geschäftsleitung ihnen die namentliche Nennung in den Credits der von ihnen entwickelten Spiele verweigerte. Am 1. Oktober 1979 gründeten sie daher den unabhängigen Spielepublisher Activision. 1981 kehrte auch der Chefentwickler der Heimcomputerabteilung Jay Miner Atari den Rücken und gründete zusammen mit seinem Geschäftspartner David Morse das Unternehmen Amiga, um eigene Projekte zu verfolgen, deren Verwirklichung ihm unter Ataris Federführung unmöglich schienen.
Ab Anfang 1983 begann Atari unter seiner Marke Atarisoft eigene Spiele für die nun immer erfolgreicher werdenden Konkurrenzsysteme anderer Hersteller, insbesondere die Heimcomputer, zu vermarkten. Im März 1983 stellte Atari Pläne für einen Einstieg in den Kommunikationssektor vor, der ab dem Frühjahr 1984 erfolgen sollte. Die eigens dafür gegründete Forschungsabteilung Ataritel entwickelte hierfür Telefonapparate, die auf Computertechnik basierten. Die Technik sollte es Anwendern erlauben, über das Telefon Haushaltsgeräte und Heizungen kontrollieren zu können.

### Finanzieller Niedergang
Aufgrund der guten Zahlen von Atari wuchs der Umsatz von Warner Communications seit 1976 deutlich an. In den ersten neun Monaten des Jahres 1982 trug Atari zum Gesamtumsatz des Konzerns von 2,9 Milliarden US-Dollar rund die Hälfte bei und machte rund zwei Drittel des operativen Gewinns von 471 Millionen US-Dollar aus. Im Dezember 1982 erwarteten Analysten daher ein weiteres Umsatzwachstum von rund 50 Prozent. Tatsächlich brach der Absatz bei Atari im vierten Quartal jedoch auf lediglich 1,2 Millionen US-Dollar ein, nachdem man im gleichen Quartal 1981 noch 136,5 Millionen Dollar verbuchen konnte. Grund waren unter anderem die zunehmende Konkurrenz durch Firmen wie Mattel (Intellivision) und Coleco, die die Gewinnmargen schmälerten, aber auch Abschreibungen. Bei Bekanntgabe von Warners Geschäftszahlen am 7. Dezember 1982 konnte daher lediglich ein Wachstum von 10 bis 15 Prozent prognostiziert werden. Der Umsatz des Gesamtkonzerns schrumpfte um 56,5 Prozent, wonach der Aktienwert von Warner Communications von 52,625 Dollar pro Anteil um ein Drittel auf 36,25 Dollar fiel. Insgesamt verlor Warner rund eine Milliarde US-Dollar und musste sich in Folge gegen feindliche Übernahmeversuche wehren, unter anderem durch Rupert Murdoch Ende 1983.
Verschärft wurde die Krise bei Atari, als bekannt wurde, dass Atari-Chef Ray Kassar nur 23 Minuten vor Bekanntgabe der Geschäftsbilanz 5.000 Anteilsscheine an Warner Communications abgestoßen hatte. Ähnlich agierte Dennis Groth, Senior Vice President von Atari, der am 19. November und am 1. Dezember insgesamt 10.900 Aktien verkauft hatte. Dies brachte beiden eine Untersuchung wegen Insiderhandels durch die Aufsichtsbehörde United States Securities and Exchange Commission ein. Am 7. Juli 1983 wurde Kassar zur Aufgabe der Geschäftsführung von Atari gezwungen. Im September wurden die Untersuchungen gegen Kassar nach einer Zahlung von 81.875 Dollar ohne Schuldeingeständnis eingestellt. Unter der Leitung seines Nachfolgers James J. Morgan wurde im März 1983 die Zusammenarbeit mit Jay Miner und dessen Unternehmen Amiga für das sogenannte Lorraine-Projekt verstärkt, eines auf der Motorola-68000-CPU basierten Heimcomputersystems. Dieses sollte die XL-Reihe um eine neue 16-Bit-Modellreihe erweitern. Der Vertrag zwischen beiden Firmen sah eine Lieferung des Chipsatzes Lorraine an Atari vor, Amiga erhielt von Atari hierfür Kapital über 500.000 US-Dollar. Im Juni überwies Amiga die Summe jedoch wieder an Atari zurück, mit der Begründung, die Chips würden nicht funktionieren. Im August wurde Amiga schließlich von Commodore übernommen und der Heimcomputer ohne Beteiligung Ataris später als Amiga 1000 veröffentlicht. Nur kurz vor der Bekanntgabe der Übernahme hatte die mittlerweile unter dem zuvor geschassten Commodore-Gründer Jack Tramiel neu formierten Atari Corporation gegen Amiga Klage wegen Vertragsverletzung erhoben und Besitzansprüche auf die Amiga-Chipsätze erhoben.

### Aufspaltung des Unternehmens
Wie viele andere Konsolen- und Spielehersteller wurde Atari Opfer des sogenannten Video Game Crashs, dem Zusammenbruch des Marktes für Computerspiele aufgrund von Marktsättigung und Überproduktion im Jahr 1983. Beispielhaft hierfür stehen der Misserfolg der Spielkonsole Atari 5200 und Überkapazitäten bei den Spielen Pac-Man und E.T. the Extra-Terrestrial für den Atari 2600, die schließlich in der Wüste New Mexicos vergraben werden mussten (vgl. Atari Video Game Burial).
Bei über einer Milliarde Umsatz erwirtschaftete das Unternehmen einen Verlust von 538,6 Millionen US-Dollar. Im Juli 1984 verkaufte Warner Communications die Konsolen- und Computerabteilung von Atari daher an Jack Tramiel, den Gründer und kurz zuvor aus dem Amt gedrängten Geschäftsführer von Commodore. Tramiel erwarb das Unternehmen einzig mit Schuldverschreibungen in Höhe von 240 Millionen US-Dollar. Dieser Unternehmensteil wurde unter dem Namen Atari Corporation weitergeführt und existierte bis zur Fusion mit dem Unternehmen JTS, einem Tochterunternehmen der Tandon Corporation im Jahr 1996. Unter JTS wurden sämtliche Firmenaktivitäten eingestellt. Die Markenrechte gingen erst an Hasbro Interactive und schließlich an den französischen Spielepublisher Infogrames über, die den Namen jeweils zu eigenen Zwecken nutzten.
Warner Communications behielt hingegen die Abteilung für Arcade-Spielautomaten, die unter dem Namen Atari Games Corporation fortan getrennt weitergeführt wurde, bis sie nach mehreren Besitzerwechseln 1998 in Midway Games West umbenannt, 2001 geschlossen und 2003 schließlich aufgelöst wurde. Mit dem Verkauf der Midway-Markenrechte 2009 gingen die Namensrechte an die Time-Warner-Tochter Warner Bros. Entertainment über.
Die Telefonsparte Ataritel wurde an Mitsubishi Electrics verkauft, ohne dass sie je ein Gerät in den Handel gebracht hatte. Mitsubishi jedoch brachte das in der Entwicklung bereits weit fortgeschrittene Ataritel-Bildtelefon schließlich doch noch zur Marktreife und veröffentlichte es unter dem Namen Luma Phone. Das in Kooperation mit Porsche Design entwickelte Telefon mit dem Projektnamen Eagle wurde später in die Sammlung des Museum of Modern Art aufgenommen.

## Videospielkonsolen

### Stationäre Spielkonsolen
- Home Pong (1975)
- Super Pong (1977)
- Atari 2600 (1977, auch als Atari VCS bezeichnet)
- Atari 2800 (1982, japanische Version des 2600, in Nordamerika als Sears Video Arcade II verkauft)
- Atari 5200 (1982)
- Atari 7800 (1984), wurde bereits im Mai 1984 veröffentlicht, aber von der Nachfolgefirma Atari Corporation vorerst wieder vom Markt genommen.

### Tragbare Videospielkonsolen
- Touch Me (1978)
- Super Breakout (1980)
- Space Invaders (1980)

### Konzeptstudien im Prototyp-Stadium
- Atari 2000 „Val“ (1981)
- Atari 2200 „Bonnie“ (1983) – 1986 als Atari 2600jr. erschienen
- Atari 2500 (1981)
- Atari 2700 „RC Stella“ (1982)
- Atari 3000 „Graduate Computer“ (1983)
- Atari 3200 „Video System X“ (1982) – 1982 als Atari 5200 erschienen
- Atari 3600 „Maria“ (1983) – 1986 als Atari 7800 erschienen

## Heimcomputer
Auf Grundlage von 8-Bit-CPUs der Reihe MOS-6502 entstanden bis zur Auftrennung des Unternehmens folgende Systeme:
- Atari 400 und Atari 800 (29. August 1979)
- Atari 1200 XL (1982/1983) wurde nur ein Jahr lang und nur in den USA verkauft
- Atari 600 XL, Atari 800 XL (September 1983)

Unter der Nachfolgefirma Atari Corporation erschienen 1985 schließlich noch der Atari 65 XE, 800 XE und 130 XE.

## Computerspiele
- Anti-Aircraft
- Asteroids
- Asteroids Deluxe
- Atari Baseball
- Atari Basketball
- Atari Football
- Atari Soccer
- Avalanche
- Battlezone
- Black Widow
- Breakout
- Canyon Bomber
- Centipede
- Cloak & Dagger
- Cops ’n’ Robbers
- Crash ’n’ Score
- Crystal Castles
- Destroyer
- Dominos
- Drag Race
- Fire Truck
- Firefox
- Flyball
- Food Fight
- Goal IV
- Gotcha
- Gran Trak 10
- Gran Trak 20
- Gravitar
- Hi-way
- I, Robot
- Indy 4
- Indy 800
- Jet Fighter
- LeMans
- Liberator
- Lunar Lander
- Major Havoc
- Millipede
- Missile Command
- Monte Carlo
- Night Driver
- Orbit
- Outlaw
- Pin-Pong
- Pong
- Pong Doubles
- Pool Shark
- Pursuit
- Quadrapong
- Quantum
- Quiz Show
- Qwak!
- Rebound
- Red Baron
- Return of the Jedi
- Shark Jaws
- Sky Diver
- Sky Raider
- Space Duel
- Space Race
- Sprint 1
- Sprint 2
- Sprint 4
- Sprint 8
- Star Wars
- Starship 1
- Steeplechase
- Stunt Cycle
- Subs
- Super Breakout
- Super Bug
- Super Pong
- Tank
- Tank II
- Tank 8
- Tempest
- Tournament Table
- Triple Hunt
- Tunnel Hunt
- Ultra Tank
- Video Pinball
- Warlords